# ЈКП „Комуналац“ Приштина
Јавно комунално предузеће „Комуналац“ Приштина (ЈКП „Комуналац“ Приштина) јесте привредно друштво чији је власник Град Приштина и функционише као правно лице локалне самоуправе у систему Републике Србије. Претежна делатност овог привредног друштва је скупљање отпада који није опасан.

## Историја
ЈКП „Комуналац“ Приштина освновано је 5. новембра 1992. године и до јуна 1999. године вршило је своју делатност на градском подручју Приштине.
Предузеће је задужено за одржавање парка природе Грмија који се налази у непосредној близини Приштине. Након завршетка ратних сукоба, приступ парку природе је онемогућен.
Након рата на Косову и Метохији због новонасталих политичких околоности, предузеће је своје седиште привремено преместило у Грачаници, а своје активности и вршење делеатности су сведене на места у којима већински живе Срби.
Капацитет и услови функционисања које је предузеће имало у Приштини су били знатно већи, па предузеће данас због ограничених средства у раду и права отежано обавља своју делатност. Подршку у функционисању предузећа врши Канцеларија за Косово и Метохију.